# Quinzano d’Oglio
Quinzano d’Oglio (lombardul: Quinsà) település Olaszországban, Lombardia régióban, Brescia megyében. Lakosainak száma 6194 fő (2023. január 1.). Quinzano d’Oglio Bordolano, Borgo San Giacomo, Verolavecchia, Verolanuova, Corte de’ Cortesi con Cignone és Castelvisconti községekkel határos.

## Népesség
A település lakossága az elmúlt években az alábbi módon változott:
| Lakosok száma | 6262 | 6271 | 6194 |
|               | 2017 | 2018 | 2023 |